# Home Not Alone
《Home Not Alone》（日语： Hōmu Notto Arōn）是NHK大阪據点放送局制作的日本電視劇，號稱「大阪發遠端劇」。2020年5月18日至5月22日，在NHK綜合（關西地域）於20時42分至20時44分（JST）播放。為防新型冠狀病毒感染症疫情擴大，短篇劇為遠端制作，以1話2分×全5話形式，描繪新型冠狀病毒感染症疫情下，人們在家避免外出，一通打錯的電話令男女偶然相識，距離縮短。桑原亮子編劇，櫻庭奈奈美及松下洸平雙主演。
全5話再編輯後形成10分「完全版」，2020年5月23日21時50分至22時在NHK綜合（關西地域）播放，5月31日（30日深夜）2時5分至2時15分在NHK綜合（全国放送）播放。

## 製作
受新型冠狀病毒感染症疫情影響，一名在電視台工作2年的導演需要在家工作，他感到「原來和誰都不能見面是如此難受」，想讓同様感到「難受」的觀眾能盡量有電視劇看，於是在4月中旬提出本作的企画案。不久後，作品決定制作，並在長假前決定，由負責1月周六電視劇《療癒心傷》的桑原亮子擔任編劇。包括負責演出的泉並敬眞在內，製作團隊有不少人來自連續電視小說《緋紅》，演員亦是由《緋紅》團隊挑選，最後定為櫻庭奈奈美及松下洸平。
制作團隊認為，作品不應是因電視台不容許集中拍攝，「沒有其他方法才用遠端製作」，而是要「遠端製作方式契合電視劇內容」。作品透過「男女遠端相遇，互相鼓励，傳送訊息」的故事，傳遞「需要積蓄力量，為今後大顯身手做準備」，「就算相離，自己也不是一個人」的訊息，嘗試貼近觀眾感情。
拍攝於5月9日的1日內完成，採用完全遠端制作，演員及製作員工遠端連線，由演員自行透過相機錄影。拍攝前，製作團隊訪問了大阪市内停業中的居酒屋，並向演員傳達演出意向，指「電視劇需要貼近擔心“自己的工作是不必要、非緊急”的人」。由於平時由專業員工負責的攝影機布置、道具配置等改由演員進行，拍攝時有出現「遠端劇」特有的NG場景，包括忘記開關照明設備，導致場景無法銜接，或是出現多餘的陰影等。剪輯工作亦在短時間內完成，音樂採用披頭四樂隊的歌曲，製作團隊認為這些音樂有打動人心的能力，歌詞亦符合劇中故事，即使每話只有2分，亦可取得多數觀眾的共鳴。遠端劇《這時候製作了部新劇》播出後，5月14日宣布制作本劇，並於5月18日播出，從企画到播出僅耗時約1個月。
NHK官方YouTube有公開記錄拍攝幕後的製作影片，連續電視小說《緋紅》的Twitter帳戶亦在本劇播出前上載本篇前傳「第0話」，並於播放期間每日發布填補各話間空白的短影片。製作方指，這是綜合利用電視及網絡描繪故事，是面向未來的新嘗試。

## 故事簡介
獨居的在公寓居家工作，由於門把手壞掉，被關在室内，於是打電話向修理店求助，但接電話的卻是素未謀面的停業居酒屋店長常林浩也。發現打錯電話想道歉，再次致電常林，2人建立視像電話關係。
透過遠端連線，2人舉行線上晚餐会一起吃飯，研究来年春季服裝設計的又舉行線上時裝表演。距離不斷縮短的2人亦開始談論自己的人生。此前一度懷疑自己工作是否不必要、非緊急，長期停業的常林亦有過關店念頭，他們最終樂觀起來，認為疫情期間需要積蓄力量，為今後大顯身手做準備，2人想像有朝一日，終能自由與人見面。

## 登場人物
〈29〉
演 - 櫻庭奈奈美
服裝公司的辦公室女職員。在家工作中。
常林浩也〈34〉
演 - 松下洸平
居酒屋店長。停業中。

## 製作人員
- 作 - 桑原亮子
- 關西方言指導 - 田中惠理
- 制作統括 - 小川徹、城谷厚司
- 編輯 - 藤代雄一朗
- 演出 - 泉並敬眞
- 制作、著作 - NHK大阪據点放送局

## 播放日程
1話2分 × 全5話
| 播放回 | 播放日  |
| ------ | ------- |
| 第1話  | 5月18日 |
| 第2話  | 5月19日 |
| 第3話  | 5月20日 |
| 第4話  | 5月21日 |
| 最終話 | 5月22日 |
- 因節目安排，第4話取消20時42分時段，23時40分的重播改為首播。

完全版
| 播放回 | 播放日  |
| ------ | ------- |
| 關西   | 5月23日 |
| 全国   | 5月31日 |

## 外部連結
- 遠端劇「Home Not Alone」 節目指南（页面存档备份，存于） - NHK 關西網誌
- YouTube上的［Home Not Alone］ 櫻庭奈奈美與松下洸平首次挑戰遠端劇! ｜ NHK